# 아르만도 밀리아리

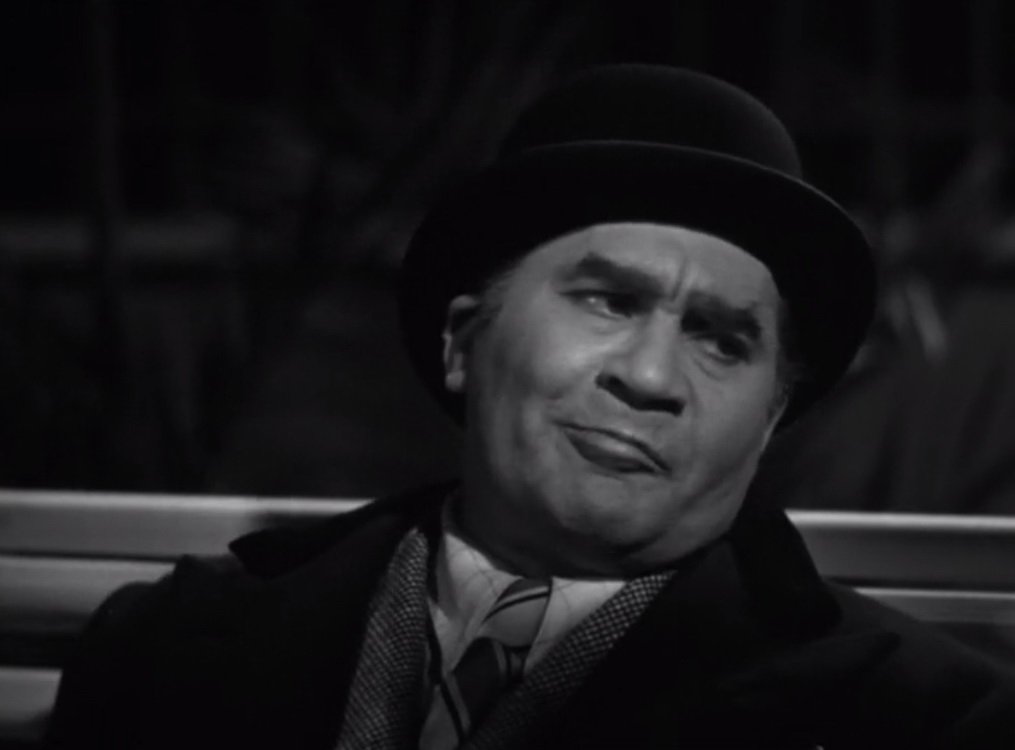

아르만도 밀리아리(Armando Migliari, 1889년 4월 29일 ~ 1976년 6월 15일)는 이탈리아의 배우이다.
프로시노네에서 태어났으며 로마에서 사망하였다.

## 영화
- 돈 카밀로 신부의 작은 전쟁 (1952년)
- 상원의원 안젤리나 (1947년)
- 아이들이 우리를 보고 있다 (1944년)
- 시그노리네테 (1942년)
- 수녀원의 가리발디 병사 (1941년)
- 말괄량이 막달레나 (1940년)